# Wolodymyr Lytwynow
Wolodymyr Dmytrowytsch Lytwynow (* 16. April 1936 in Tscherkaske, Oblast Donezk, Ukrainische SSR) ist ein ukrainischer Übersetzer, Philosoph und Kulturwissenschaftler.

## Leben
Wolodymyr Lytwynow kam im Donbas zur Welt. Nachdem er sein Studium in klassischer Philologie an der Nationalen Iwan-Franko-Universität Lwiw abgeschlossen hatte, war er zwischen 1963 und 1980 als Lehrer an der staatlichen Nikolai-Gogol-Universität in Nischyn tätig. 1974 wurde er promoviert. Ab 1980 arbeitete er am Philosophischen Hryhorij-Skoworoda-Institut der Nationalen Akademie der Wissenschaften der Ukraine in Kiew. Zwischen 1991 und 2010 war er als Lateinprofessor an der Kiew-Mohyla-Akademie tätig. Er ist Mitglied im Nationalen Schriftstellerverband der Ukraine. 2011 wurde er für den Taras-Schewtschenko-Preis nominiert. Er übersetzte unter anderem erstmals Werke von Marcus Tullius Cicero, Erasmus von Rotterdam, Baruch de Spinoza, Stanisław Orzechowski und Iwan Dombrowskyj ins Ukrainische. Er übersetzt von Deutsch, Polnisch und Latein ins Ukrainische. Er ist Verfasser eines Ukrainisch-Latein-Wörterbuchs. In seinen Werken analysierte er das ukrainische Zeitalter der Aufklärung.

## Werke in Fremdsprachen
- Lytwynow, Wolodymyr. Ukraine: Seeking its Identity. The XVIth–early XVIIth centuries. Kiew, 2012. Seite 510.